# José Quitin
José Quitin (né à Liège le 28 mars 1915 et mort à Bruxelles le 26 juillet 2003) est un musicologue et historien de la musique belge.

## Biographie
Fils du violoniste Jean Quitin (1881-1952), José Quitin a été professeur d'histoire de la musique au Conservatoire royal de Liège de 1946 à 1973.
En 1972 il lance le Bulletin de la Société liégeoise de musicologie qui paraîtra jusqu'en 1994 et dont il est le principal rédacteur.

## Œuvres principales[3]
- Eugène Ysaÿe, étude biographique et critique, Bruxelles, 1938.
- Centenaire de la naissance d'Eugène Ysaÿe, 16 juillet 1858 - 12 mai 1931, Liège, 1958.
- Les Maîtres de chant et la maîtrise de la collégiale Saint-Denis, à Liège, au temps de Grétry, esquisse socio-musicologique, Bruxelles, 1964.
- Orgues, organiers et organistes de l'église cathédrale Notre-Dame et Saint-Lambert à Liège aux XVIIe et XVIIIe siècles, Liège, 1968.
- (éd.) Henry Du Mont, Motets a II. III. et IV. parties pour voix et instruments avec la basse-continue, Peer, 1989.
- La Musique à Liège entre deux révolutions (1789-1830), Liège, 1997.
- Nombreux articles dans la Revue belge de musicologie, de 1950 à 1967 au moins.